# 滇池
座標: 北緯24度48分02秒 東経102度40分17秒 / 北緯24.80056度 東経102.67139度

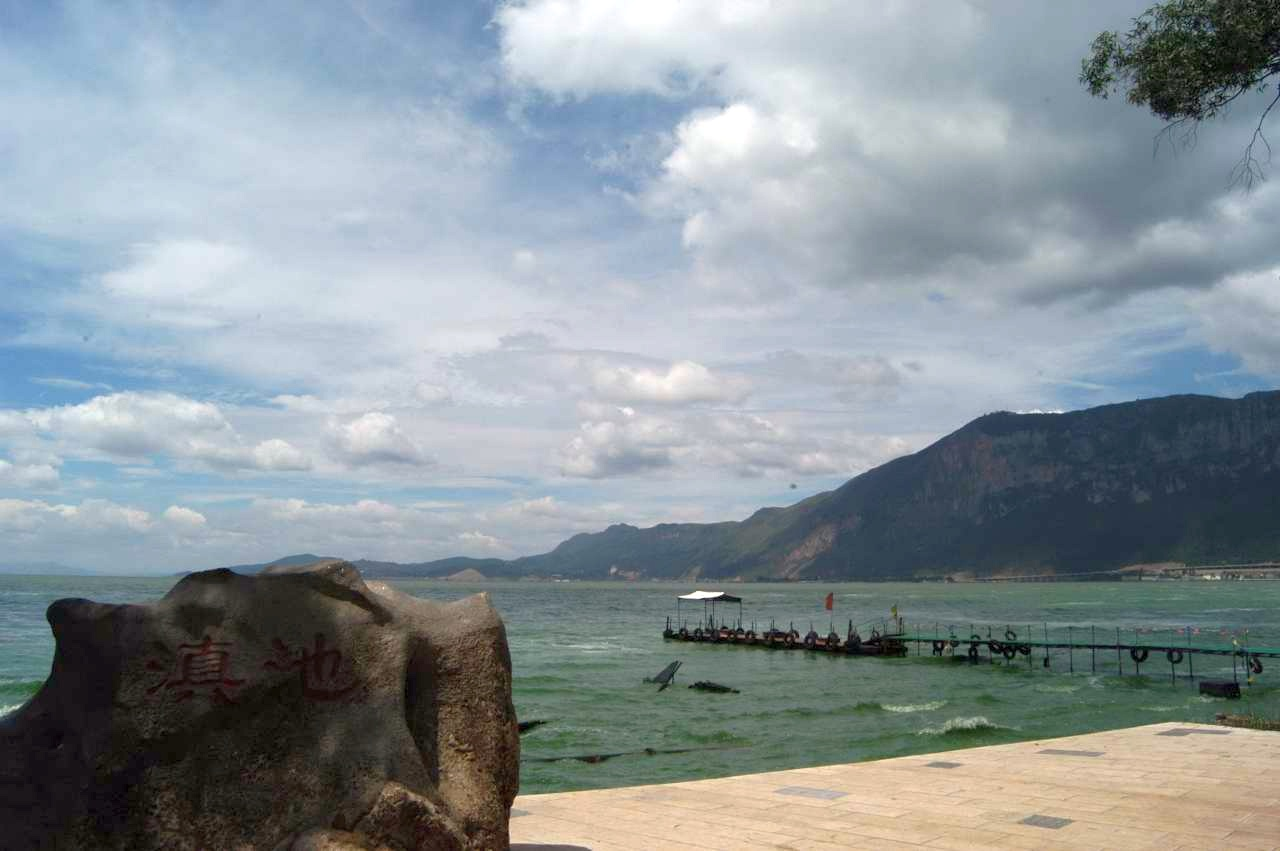
昆明滇池

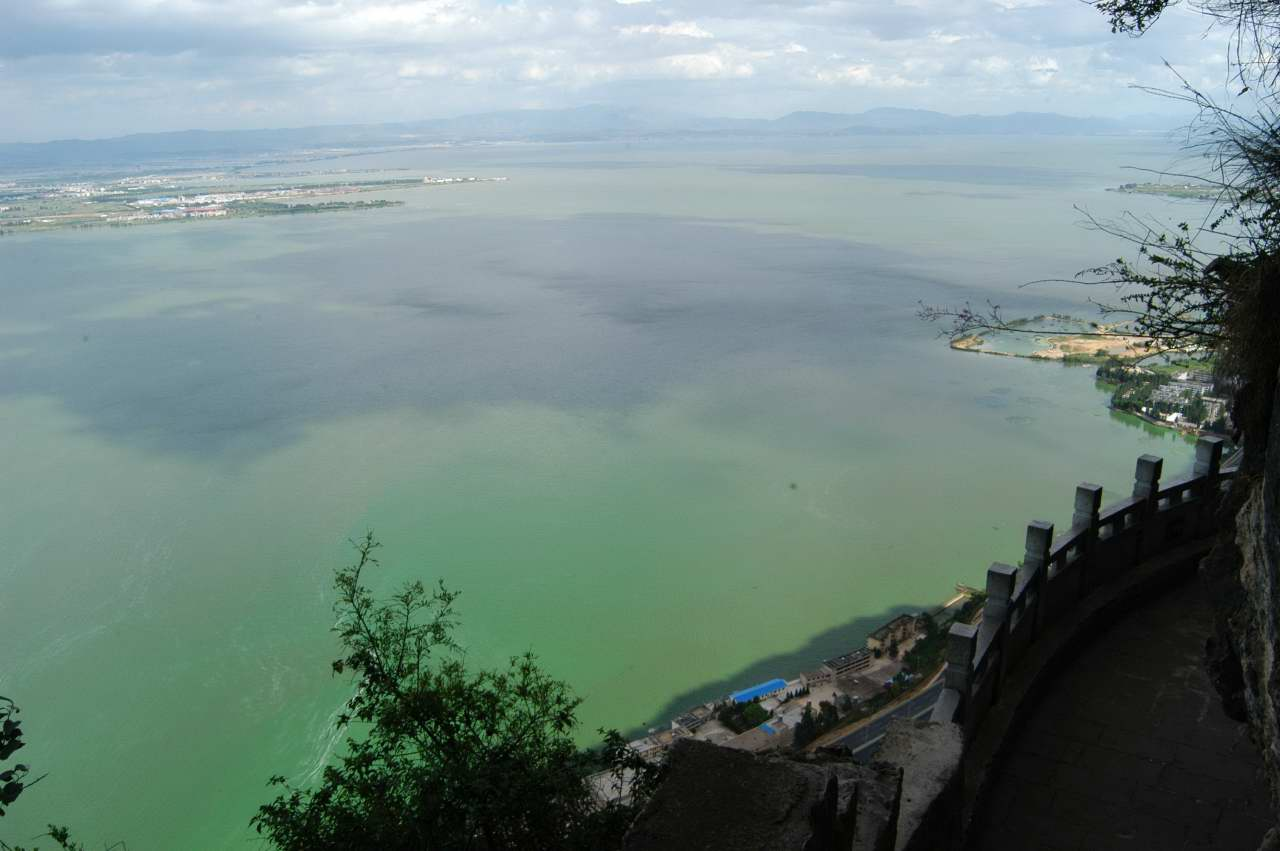
滇池

滇池（てんち、簡体字: 滇池, 拼音: Diān Chí）は中国雲南省最大の湖で、中国第六の淡水湖。面積 297.9 平方キロメートル、湖面の海抜は 1,886 メートル、最大深度は8メートル、平均深度5.5メートル。昆明市の南西に位置し、1つの断層の陥没に形成する湖で、周囲を東の金馬山、西の碧鶏山、北の蛇山、南の白鶴山などの山に囲まれている。
長江水系に属し、盤龍江などの河川が注ぎ込み、湖水は西南部の出口（海口）から、螳螂川、普渡河を通って長江上流の金沙江に注ぐ。
歴史文化を持つ湖であり、周りに大観楼、盤龍寺、寨山滇王墓など多くの名所旧跡がある。周りの山紫水明を足して、そのため「高原明珠」の称号がある。1988年に中華人民共和国国家重点風景名勝区に認定された。
しかし1970年代以来、昆明などの周辺都市の工業の発展と、耕地の開発により、滇池の水は汚染され、特に富栄養化が深刻で、大量の藍藻が成長し、用水上の問題をもたらした。湖の周りを開墾するという考えの下、19世紀初めに500平方キロメートル、1938年までに 338 平方キロメートルが減少し、現在は 290 数平方キロメートルにまで至っている。

## 参照項目
- 西山森林公園